# Unicodeblock Medefaidrin
Der Unicodeblock Medefaidrin (U+16E40 bis U+16E9F) enthält die Schrift der Sprache Medefaidrin, einer konstruierten Sondersprache, die in Nigeria entstanden war.

## Liste
| Unicodenummer   | Zeichen (400 %) | Kategorie            | Bidirektionale Klasse | Offizielle Bezeichnung                 | Beschreibung                              |
| --------------- | --------------- | -------------------- | --------------------- | -------------------------------------- | ----------------------------------------- |
| U+16E40 (93760) | 𖹀               | Großbuchstabe        | links nach rechts     | MEDEFAIDRIN CAPITAL LETTER M           | Medefaidrin-Großbuchstabe M               |
| U+16E41 (93761) | 𖹁               | Großbuchstabe        | links nach rechts     | MEDEFAIDRIN CAPITAL LETTER S           | Medefaidrin-Großbuchstabe S               |
| U+16E42 (93762) | 𖹂               | Großbuchstabe        | links nach rechts     | MEDEFAIDRIN CAPITAL LETTER V           | Medefaidrin-Großbuchstabe V               |
| U+16E43 (93763) | 𖹃               | Großbuchstabe        | links nach rechts     | MEDEFAIDRIN CAPITAL LETTER W           | Medefaidrin-Großbuchstabe W               |
| U+16E44 (93764) | 𖹄               | Großbuchstabe        | links nach rechts     | MEDEFAIDRIN CAPITAL LETTER ATIU        | Medefaidrin-Großbuchstabe Atiu            |
| U+16E45 (93765) | 𖹅               | Großbuchstabe        | links nach rechts     | MEDEFAIDRIN CAPITAL LETTER Z           | Medefaidrin-Großbuchstabe Z               |
| U+16E46 (93766) | 𖹆               | Großbuchstabe        | links nach rechts     | MEDEFAIDRIN CAPITAL LETTER KP          | Medefaidrin-Großbuchstabe Kp              |
| U+16E47 (93767) | 𖹇               | Großbuchstabe        | links nach rechts     | MEDEFAIDRIN CAPITAL LETTER P           | Medefaidrin-Großbuchstabe P               |
| U+16E48 (93768) | 𖹈               | Großbuchstabe        | links nach rechts     | MEDEFAIDRIN CAPITAL LETTER T           | Medefaidrin-Großbuchstabe T               |
| U+16E49 (93769) | 𖹉               | Großbuchstabe        | links nach rechts     | MEDEFAIDRIN CAPITAL LETTER G           | Medefaidrin-Großbuchstabe G               |
| U+16E4A (93770) | 𖹊               | Großbuchstabe        | links nach rechts     | MEDEFAIDRIN CAPITAL LETTER F           | Medefaidrin-Großbuchstabe F               |
| U+16E4B (93771) | 𖹋               | Großbuchstabe        | links nach rechts     | MEDEFAIDRIN CAPITAL LETTER I           | Medefaidrin-Großbuchstabe I               |
| U+16E4C (93772) | 𖹌               | Großbuchstabe        | links nach rechts     | MEDEFAIDRIN CAPITAL LETTER K           | Medefaidrin-Großbuchstabe K               |
| U+16E4D (93773) | 𖹍               | Großbuchstabe        | links nach rechts     | MEDEFAIDRIN CAPITAL LETTER A           | Medefaidrin-Großbuchstabe A               |
| U+16E4E (93774) | 𖹎               | Großbuchstabe        | links nach rechts     | MEDEFAIDRIN CAPITAL LETTER J           | Medefaidrin-Großbuchstabe J               |
| U+16E4F (93775) | 𖹏               | Großbuchstabe        | links nach rechts     | MEDEFAIDRIN CAPITAL LETTER E           | Medefaidrin-Großbuchstabe E               |
| U+16E50 (93776) | 𖹐               | Großbuchstabe        | links nach rechts     | MEDEFAIDRIN CAPITAL LETTER B           | Medefaidrin-Großbuchstabe B               |
| U+16E51 (93777) | 𖹑               | Großbuchstabe        | links nach rechts     | MEDEFAIDRIN CAPITAL LETTER C           | Medefaidrin-Großbuchstabe C               |
| U+16E52 (93778) | 𖹒               | Großbuchstabe        | links nach rechts     | MEDEFAIDRIN CAPITAL LETTER U           | Medefaidrin-Großbuchstabe U               |
| U+16E53 (93779) | 𖹓               | Großbuchstabe        | links nach rechts     | MEDEFAIDRIN CAPITAL LETTER YU          | Medefaidrin-Großbuchstabe Yu              |
| U+16E54 (93780) | 𖹔               | Großbuchstabe        | links nach rechts     | MEDEFAIDRIN CAPITAL LETTER L           | Medefaidrin-Großbuchstabe L               |
| U+16E55 (93781) | 𖹕               | Großbuchstabe        | links nach rechts     | MEDEFAIDRIN CAPITAL LETTER Q           | Medefaidrin-Großbuchstabe Q               |
| U+16E56 (93782) | 𖹖               | Großbuchstabe        | links nach rechts     | MEDEFAIDRIN CAPITAL LETTER HP          | Medefaidrin-Großbuchstabe Hp              |
| U+16E57 (93783) | 𖹗               | Großbuchstabe        | links nach rechts     | MEDEFAIDRIN CAPITAL LETTER NY          | Medefaidrin-Großbuchstabe Ny              |
| U+16E58 (93784) | 𖹘               | Großbuchstabe        | links nach rechts     | MEDEFAIDRIN CAPITAL LETTER X           | Medefaidrin-Großbuchstabe X               |
| U+16E59 (93785) | 𖹙               | Großbuchstabe        | links nach rechts     | MEDEFAIDRIN CAPITAL LETTER D           | Medefaidrin-Großbuchstabe D               |
| U+16E5A (93786) | 𖹚               | Großbuchstabe        | links nach rechts     | MEDEFAIDRIN CAPITAL LETTER OE          | Medefaidrin-Großbuchstabe Oe              |
| U+16E5B (93787) | 𖹛               | Großbuchstabe        | links nach rechts     | MEDEFAIDRIN CAPITAL LETTER N           | Medefaidrin-Großbuchstabe N               |
| U+16E5C (93788) | 𖹜               | Großbuchstabe        | links nach rechts     | MEDEFAIDRIN CAPITAL LETTER R           | Medefaidrin-Großbuchstabe R               |
| U+16E5D (93789) | 𖹝               | Großbuchstabe        | links nach rechts     | MEDEFAIDRIN CAPITAL LETTER O           | Medefaidrin-Großbuchstabe O               |
| U+16E5E (93790) | 𖹞               | Großbuchstabe        | links nach rechts     | MEDEFAIDRIN CAPITAL LETTER AI          | Medefaidrin-Großbuchstabe Ai              |
| U+16E5F (93791) | 𖹟               | Großbuchstabe        | links nach rechts     | MEDEFAIDRIN CAPITAL LETTER Y           | Medefaidrin-Großbuchstabe Y               |
| U+16E60 (93792) | 𖹠               | Kleinbuchstabe       | links nach rechts     | MEDEFAIDRIN SMALL LETTER M             | Medefaidrin-Kleinbuchstabe M              |
| U+16E61 (93793) | 𖹡               | Kleinbuchstabe       | links nach rechts     | MEDEFAIDRIN SMALL LETTER S             | Medefaidrin-Kleinbuchstabe S              |
| U+16E62 (93794) | 𖹢               | Kleinbuchstabe       | links nach rechts     | MEDEFAIDRIN SMALL LETTER V             | Medefaidrin-Kleinbuchstabe V              |
| U+16E63 (93795) | 𖹣               | Kleinbuchstabe       | links nach rechts     | MEDEFAIDRIN SMALL LETTER W             | Medefaidrin-Kleinbuchstabe W              |
| U+16E64 (93796) | 𖹤               | Kleinbuchstabe       | links nach rechts     | MEDEFAIDRIN SMALL LETTER ATIU          | Medefaidrin-Kleinbuchstabe Atiu           |
| U+16E65 (93797) | 𖹥               | Kleinbuchstabe       | links nach rechts     | MEDEFAIDRIN SMALL LETTER Z             | Medefaidrin-Kleinbuchstabe Z              |
| U+16E66 (93798) | 𖹦               | Kleinbuchstabe       | links nach rechts     | MEDEFAIDRIN SMALL LETTER KP            | Medefaidrin-Kleinbuchstabe Kp             |
| U+16E67 (93799) | 𖹧               | Kleinbuchstabe       | links nach rechts     | MEDEFAIDRIN SMALL LETTER P             | Medefaidrin-Kleinbuchstabe P              |
| U+16E68 (93800) | 𖹨               | Kleinbuchstabe       | links nach rechts     | MEDEFAIDRIN SMALL LETTER T             | Medefaidrin-Kleinbuchstabe T              |
| U+16E69 (93801) | 𖹩               | Kleinbuchstabe       | links nach rechts     | MEDEFAIDRIN SMALL LETTER G             | Medefaidrin-Kleinbuchstabe G              |
| U+16E6A (93802) | 𖹪               | Kleinbuchstabe       | links nach rechts     | MEDEFAIDRIN SMALL LETTER F             | Medefaidrin-Kleinbuchstabe F              |
| U+16E6B (93803) | 𖹫               | Kleinbuchstabe       | links nach rechts     | MEDEFAIDRIN SMALL LETTER I             | Medefaidrin-Kleinbuchstabe I              |
| U+16E6C (93804) | 𖹬               | Kleinbuchstabe       | links nach rechts     | MEDEFAIDRIN SMALL LETTER K             | Medefaidrin-Kleinbuchstabe K              |
| U+16E6D (93805) | 𖹭               | Kleinbuchstabe       | links nach rechts     | MEDEFAIDRIN SMALL LETTER A             | Medefaidrin-Kleinbuchstabe A              |
| U+16E6E (93806) | 𖹮               | Kleinbuchstabe       | links nach rechts     | MEDEFAIDRIN SMALL LETTER J             | Medefaidrin-Kleinbuchstabe J              |
| U+16E6F (93807) | 𖹯               | Kleinbuchstabe       | links nach rechts     | MEDEFAIDRIN SMALL LETTER E             | Medefaidrin-Kleinbuchstabe E              |
| U+16E70 (93808) | 𖹰               | Kleinbuchstabe       | links nach rechts     | MEDEFAIDRIN SMALL LETTER B             | Medefaidrin-Kleinbuchstabe B              |
| U+16E71 (93809) | 𖹱               | Kleinbuchstabe       | links nach rechts     | MEDEFAIDRIN SMALL LETTER C             | Medefaidrin-Kleinbuchstabe C              |
| U+16E72 (93810) | 𖹲               | Kleinbuchstabe       | links nach rechts     | MEDEFAIDRIN SMALL LETTER U             | Medefaidrin-Kleinbuchstabe U              |
| U+16E73 (93811) | 𖹳               | Kleinbuchstabe       | links nach rechts     | MEDEFAIDRIN SMALL LETTER YU            | Medefaidrin-Kleinbuchstabe Yu             |
| U+16E74 (93812) | 𖹴               | Kleinbuchstabe       | links nach rechts     | MEDEFAIDRIN SMALL LETTER L             | Medefaidrin-Kleinbuchstabe L              |
| U+16E75 (93813) | 𖹵               | Kleinbuchstabe       | links nach rechts     | MEDEFAIDRIN SMALL LETTER Q             | Medefaidrin-Kleinbuchstabe Q              |
| U+16E76 (93814) | 𖹶               | Kleinbuchstabe       | links nach rechts     | MEDEFAIDRIN SMALL LETTER HP            | Medefaidrin-Kleinbuchstabe Hp             |
| U+16E77 (93815) | 𖹷               | Kleinbuchstabe       | links nach rechts     | MEDEFAIDRIN SMALL LETTER NY            | Medefaidrin-Kleinbuchstabe Ny             |
| U+16E78 (93816) | 𖹸               | Kleinbuchstabe       | links nach rechts     | MEDEFAIDRIN SMALL LETTER X             | Medefaidrin-Kleinbuchstabe X              |
| U+16E79 (93817) | 𖹹               | Kleinbuchstabe       | links nach rechts     | MEDEFAIDRIN SMALL LETTER D             | Medefaidrin-Kleinbuchstabe D              |
| U+16E7A (93818) | 𖹺               | Kleinbuchstabe       | links nach rechts     | MEDEFAIDRIN SMALL LETTER OE            | Medefaidrin-Kleinbuchstabe Oe             |
| U+16E7B (93819) | 𖹻               | Kleinbuchstabe       | links nach rechts     | MEDEFAIDRIN SMALL LETTER N             | Medefaidrin-Kleinbuchstabe N              |
| U+16E7C (93820) | 𖹼               | Kleinbuchstabe       | links nach rechts     | MEDEFAIDRIN SMALL LETTER R             | Medefaidrin-Kleinbuchstabe R              |
| U+16E7D (93821) | 𖹽               | Kleinbuchstabe       | links nach rechts     | MEDEFAIDRIN SMALL LETTER O             | Medefaidrin-Kleinbuchstabe O              |
| U+16E7E (93822) | 𖹾               | Kleinbuchstabe       | links nach rechts     | MEDEFAIDRIN SMALL LETTER AI            | Medefaidrin-Kleinbuchstabe Ai             |
| U+16E7F (93823) | 𖹿               | Kleinbuchstabe       | links nach rechts     | MEDEFAIDRIN SMALL LETTER Y             | Medefaidrin-Kleinbuchstabe Y              |
| U+16E80 (93824) | 𖺀               | anderes Zahlzeichen  | links nach rechts     | MEDEFAIDRIN DIGIT ZERO                 | Medefaidrin-Ziffer Null                   |
| U+16E81 (93825) | 𖺁               | anderes Zahlzeichen  | links nach rechts     | MEDEFAIDRIN DIGIT ONE                  | Medefaidrin-Ziffer Eins                   |
| U+16E82 (93826) | 𖺂               | anderes Zahlzeichen  | links nach rechts     | MEDEFAIDRIN DIGIT TWO                  | Medefaidrin-Ziffer Zwei                   |
| U+16E83 (93827) | 𖺃               | anderes Zahlzeichen  | links nach rechts     | MEDEFAIDRIN DIGIT THREE                | Medefaidrin-Ziffer Drei                   |
| U+16E84 (93828) | 𖺄               | anderes Zahlzeichen  | links nach rechts     | MEDEFAIDRIN DIGIT FOUR                 | Medefaidrin-Ziffer Vier                   |
| U+16E85 (93829) | 𖺅               | anderes Zahlzeichen  | links nach rechts     | MEDEFAIDRIN DIGIT FIVE                 | Medefaidrin-Ziffer Fünf                   |
| U+16E86 (93830) | 𖺆               | anderes Zahlzeichen  | links nach rechts     | MEDEFAIDRIN DIGIT SIX                  | Medefaidrin-Ziffer Sechs                  |
| U+16E87 (93831) | 𖺇               | anderes Zahlzeichen  | links nach rechts     | MEDEFAIDRIN DIGIT SEVEN                | Medefaidrin-Ziffer Sieben                 |
| U+16E88 (93832) | 𖺈               | anderes Zahlzeichen  | links nach rechts     | MEDEFAIDRIN DIGIT EIGHT                | Medefaidrin-Ziffer Acht                   |
| U+16E89 (93833) | 𖺉               | anderes Zahlzeichen  | links nach rechts     | MEDEFAIDRIN DIGIT NINE                 | Medefaidrin-Ziffer Neun                   |
| U+16E8A (93834) | 𖺊               | anderes Zahlzeichen  | links nach rechts     | MEDEFAIDRIN NUMBER TEN                 | Medefaidrin-Zahl Zehn                     |
| U+16E8B (93835) | 𖺋               | anderes Zahlzeichen  | links nach rechts     | MEDEFAIDRIN NUMBER ELEVEN              | Medefaidrin-Zahl Elf                      |
| U+16E8C (93836) | 𖺌               | anderes Zahlzeichen  | links nach rechts     | MEDEFAIDRIN NUMBER TWELVE              | Medefaidrin-Zahl Zwölf                    |
| U+16E8D (93837) | 𖺍               | anderes Zahlzeichen  | links nach rechts     | MEDEFAIDRIN NUMBER THIRTEEN            | Medefaidrin-Zahl Dreizehn                 |
| U+16E8E (93838) | 𖺎               | anderes Zahlzeichen  | links nach rechts     | MEDEFAIDRIN NUMBER FOURTEEN            | Medefaidrin-Zahl Vierzehn                 |
| U+16E8F (93839) | 𖺏               | anderes Zahlzeichen  | links nach rechts     | MEDEFAIDRIN NUMBER FIFTEEN             | Medefaidrin-Zahl Fünfzehn                 |
| U+16E90 (93840) | 𖺐               | anderes Zahlzeichen  | links nach rechts     | MEDEFAIDRIN NUMBER SIXTEEN             | Medefaidrin-Zahl Sechzehn                 |
| U+16E91 (93841) | 𖺑               | anderes Zahlzeichen  | links nach rechts     | MEDEFAIDRIN NUMBER SEVENTEEN           | Medefaidrin-Zahl Siebzehn                 |
| U+16E92 (93842) | 𖺒               | anderes Zahlzeichen  | links nach rechts     | MEDEFAIDRIN NUMBER EIGHTEEN            | Medefaidrin-Zahl Achtzehn                 |
| U+16E93 (93843) | 𖺓               | anderes Zahlzeichen  | links nach rechts     | MEDEFAIDRIN NUMBER NINETEEN            | Medefaidrin-Zahl Neunzehn                 |
| U+16E94 (93844) | 𖺔               | anderes Zahlzeichen  | links nach rechts     | MEDEFAIDRIN DIGIT ONE ALTERNATE FORM   | Medefaidrin-Ziffer Eins, alternative Form |
| U+16E95 (93845) | 𖺕               | anderes Zahlzeichen  | links nach rechts     | MEDEFAIDRIN DIGIT TWO ALTERNATE FORM   | Medefaidrin-Ziffer Zwei, alternative Form |
| U+16E96 (93846) | 𖺖               | anderes Zahlzeichen  | links nach rechts     | MEDEFAIDRIN DIGIT THREE ALTERNATE FORM | Medefaidrin-Ziffer Drei, alternative Form |
| U+16E97 (93847) | 𖺗               | andere Interpunktion | links nach rechts     | MEDEFAIDRIN COMMA                      | Medefaidrin-Komma                         |
| U+16E98 (93848) | 𖺘               | andere Interpunktion | links nach rechts     | MEDEFAIDRIN FULL STOP                  | Medefaidrin-Punkt                         |
| U+16E99 (93849) | 𖺙               | andere Interpunktion | links nach rechts     | MEDEFAIDRIN SYMBOL AIVA                | Medefaidrin-Symbol Aiva                   |
| U+16E9A (93850) | 𖺚               | andere Interpunktion | links nach rechts     | MEDEFAIDRIN EXCLAMATION OH             | Medefaidrin-Ausruf Oh                     |